# Секо-паданг
Секо-паданг (индон. Bahasa Seko Padang, также суко-панданг) — один из австронезийских языков, распространён на острове Сулавеси — в о́круге Северный Луву провинции Южный Сулавеси (Индонезия).
По данным Ethnologue, количество носителей данной группы языков составляло 5 тыс. чел. в 1985 году.

## Диалекты
В составе языка выделяют следующие диалекты: хоно (воно), лоданг.
Письменность на основе латинской графики.